# Venus Lacy
Venus Milette Lacy (Chattanooga, 9 febbraio 1967) è un'ex cestista statunitense, professionista nella ABL e nella WNBA..
A causa di un errore sul suo certificato di nascita, che è stato riportato sul suo passaporto, ha giocato le olimpiadi del 1996 con il cognome Lacey sulla maglia

## Carriera
Con gli Stati Uniti ha disputato i Campionati americani del 1989 e i Giochi olimpici di Atlanta 1996.

## Palmarès
- Campionessa NCAA (1988)